# 吉田武司
𠮷田 武司（よしだ たけし）は日本の財務官僚。

## 来歴
洛南高等学校から東京大学文科一類に入学。東京大学法学部卒業。東大法学部在学中に国家公務員一種試験（法律）を合格。2000年 大蔵省入省（大臣官房文書課）。2001年1月6日 財務省大臣官房文書課。2005年 コロンビア大学留学。主計局主計官補佐（厚生労働係主査）、内閣官房健康・医療戦略室、主計局総務課長補佐、主計局主計官補佐（国土交通係第二、三係主査）などを経て、2016年6月22日 主計局主計官補佐（公共事業総括第一、国土交通第一係主査）兼主計局公共事業企画調整室長。道路や河川、港湾といった分野のうち、どの予算を伸ばし、どの予算を効率化するか対応していた。その後は大臣官房文書課企画調整室長、主計局総務課長補佐（企画）兼主計局総務課予算企画室長を経て、2020年6月30日 在ニューヨーク総領事館領事。2023年7月7日 こども家庭庁長官官房参事官（会計担当）。

## 略歴
- 2000年4月：大蔵省入省（大臣官房文書課）[2]。
- 2001年1月6日：財務省大臣官房文書課[2]。
- 2002年：大臣官房政策金融課。
- 2003年7月：主税局調査課内国調査第二係長心得 兼 主税局調査課企画第一係長心得[4]。
- 2005年：留学（コロンビア大学）。
- 2006年：理財局国有財産調整課長補佐。
- 2008年：理財局計画官補佐（農水、環境、経済産業係）。
- 2009年：在英国大使館勤務。
- 2012年：主計局主計官補佐（厚生労働係主査）。
- 2013年：内閣官房健康・医療戦略室。
- 2013年：主計局主計企画官補佐（調整係主査）。
- 2014年7月：主計局総務課長補佐。
- 2015年7月：主計局主計官補佐（国土交通第二、三係主査） 兼 主計局司計課予算執行調査官。
- 2016年6月22日：主計局主計官補佐（公共事業総括第一、国土交通第一係主査） 兼 主計局公共事業企画調整室長[3]。
- 2018年7月17日：大臣官房文書課長補佐 兼 大臣官房文書課企画調整室長[3]。
- 2019年7月4日：主計局総務課長補佐（企画） 兼 主計局総務課予算企画室長 兼 主計局主計官補佐（公共事業総括第一、国土交通第一係主査） 兼 主計局公共事業企画調整室長。
- 2019年7月9日：主計局総務課長補佐（企画） 兼 主計局総務課予算企画室長。
- 2020年6月30日：在ニューヨーク総領事館領事。
- 2023年7月3日：大臣官房付。
- 2023年7月7日：こども家庭庁長官官房参事官（会計担当）。